# Iridophora clarki
Iridophora clarki är en tvåvingeart som beskrevs av Ronald Henry Lambert Disney 1986. Iridophora clarki ingår i släktet Iridophora och familjen puckelflugor. Inga underarter finns listade i Catalogue of Life.